# نورمور
نورمور (به انگلیسی: nevermore) یک گروه ترش متال آمریکایی از واشنگتن است، که در سال ۱۹۹۱ با نام نورمور آغاز به کار کرد.
ان‌ها با گیتار آکوستیک و سدای وکال خود شناخته شده‌اند.
این گروه با همکاری جف لومیس، ورل دین و جیم شپارد زاده شد و آغاز به کار کرد.
در سال ۱۹۹۴ با پیوستن ون ویلیام گروه پاگرفت. سپس با همکاری یک پرودیوسر به نام نیل کرنُن که با بندهای جوداس پریست، داکن و کوئینزرایش گروه آغاز به رکورد البوم‌های خود کرد.∗
از بهترین آهنگ‌های این گروه دل مرده در جهان مرده (Dead Heart In A Dead World) و گیرا ۶ (sentient 6) است.
کریس برادریک در سال‌های ۲۰۰۱ تا ۲۰۰۳ و ۲۰۰۶ تا ۲۰۰۷ با این گروه در تورهایش همکاری داشت.

## البوم‌ها
البوم‌های استدیویی
- Nevermore (۱۹۹۵)
- The Politics of Ecstasy (۱۹۹۶)
- Dreaming Neon Black (۱۹۹۹)
- Dead Heart in a Dead World (۲۰۰۰)
- Enemies of Reality (۲۰۰۳)
- This Godless Endeavor (۲۰۰۵)
- The Obsidian Conspiracy (۲۰۱۰)

## نوازندگان و خواننده گروه
| کنونی - وارل دین – وکال (۱۹۹۲–۲۰۱۱) - جیم یپارد – گیتار بیس (۱۹۹۲–۲۰۱۱) - جف لومیس - گیتار، بک وکال (۱۹۹۲–۲۰۱۱) - ون ویلیامز - درام (۱۹۹۵–۲۰۱۱) | پیشین - مارک ارینگتون – درامز (۱۹۹۲–۱۹۹۵) - پت ابرین – گیتار (۱۹۹۶–۱۹۹۷) - تیم کالورت – گیتار (۱۹۹۷–۲۰۰۰) - استیو اسمیث – گیتار، بک وکال (۲۰۰۲، ۲۰۰۴–۲۰۰۷) | زنده - کرم مرفی – گیتار (۲۰۰۰–۲۰۰۱، ۲۰۰۳–۲۰۰۴) - آدم گاردنر - درامز (۱۹۹۵-۱۹۹۶) - جیمز مکدناو – گیتار بیس (۲۰۰۶) - کریس برادریک – گیتار (۲۰۰۱–۲۰۰۳، ۲۰۰۶–۲۰۰۷) - تیم جانستون – گیتار بیس (۲۰۰۷) - اتیلا ورس – گیتار (۲۰۱۰–۲۰۱۱) - داگنا سیلسیا – گیتار بیس (۲۰۱۱) |